# Voelkel (Unternehmen)
Die Voelkel GmbH ist eine 1936 vom Ehepaar Margret und Karl Voelkel gegründete Kelterei mit Sitz im niedersächsischen Höhbeck. Sie produziert nach anthroposophischen Regeln Obstsäfte, Gemüsesäfte, Erfrischungsgetränke, Wellness-Drinks und andere Getränke. Die Produkte sind Bio- oder Demeter-zertifiziert.

## Geschichte
Karl Voelkel (1889–1966) und Margret Voelkel (geborene Künnecke; 1896–1982), verheiratet seit 1919, gehörten in den Jahren nach dem Ersten Weltkrieg zu Personen, die in genossenschaftlicher beziehungsweise gemeinschaftlicher Organisation karges Land und alte Obstgärten auf dem Höhbeck in der Nähe von Pevestorf bewirtschafteten. Das Ehepaar war von der Wandervogelbewegung geprägt und orientierte sich in den 1920er Jahren bei ihren landwirtschaftlichen Tätigkeiten an den Ideen Rudolf Steiners zur biologisch-dynamischen Landwirtschaft.
1936 gründete das Ehepaar ein Lohnmosterei-Unternehmen. Zu diesem Zweck fuhren sie in die umliegenden Dörfer und machten mithilfe einer mobilen Presse gegen Entgelt aus dem Obst der Landbewohner  Most, den diese anschließend selbst pasteurisierten. Wenig später kaufte Karl Voelkel Mostäpfel aus Württemberg, die zu Handelsmost verarbeitet wurden. Die Nachfrage nach Lohn- beziehungsweise Handelsmost zog rasch an, sodass das Ehepaar die Molkerei in Pevestorf mietete und in eine stationäre Mosterei umwandelte; der Schwerpunkt des Unternehmens lag anschließend auf der Erzeugung von Handelsmost. Während des Zweiten Weltkrieges beschäftigte das Ehepaar Voelkel Frauen aus der Umgebung, später auch Kriegsgefangene als Zwangsarbeiter, laut eigenen Angaben einen Mann aus Frankreich und ein Paar aus der Sowjetunion. Im Frühjahr 1945 erlitt die Mosterei durch anrückende alliierte Truppen Schäden, die nach Kriegsende allerdings schnell beseitigt werden konnten.
Das Gründerehepaar verlor durch den Krieg zwei seiner drei Söhne. Einzig Harm Voelkel überlebte. Er übernahm in den Nachkriegsjahren die Führung des Betriebs und bildete mit seiner Frau Giesela die zweite Generation, die das Unternehmen ausbaute. 1950 trat das Unternehmen dem Anbauverband Demeter bei. Zehn Jahre später begann die Herstellung von Gemüsesäften. Das Exportgeschäft fing 1970 mit Lieferungen in die Niederlande an.
1980 übernahm Stefan Voelkel, Sohn von Harm und Giesela Voelkel, die Leitung. Er erweiterte das Produktportfolio deutlich und sorgte für die Vergrößerung der Produktion. 1999 ging eine eigene Mineralwasserquelle in Betrieb, ein Jahr später erfolgte der Umzug aus der früheren Molkerei in neue Produktionshallen. Das Geschäft in ausländischen Märkten wuchs ebenfalls, 2010 lieferte Voelkel seine Waren in fast 30 Länder.
2013 erfolgte die Gründung der Elbtalaue Naturkostprodukte GmbH. Über sie wird der konventionelle Lebensmitteleinzelhandel erreicht. Getragen wird sie von zwei Stiftungen, der Stiftung Elbtalaue Naturkostprodukte sowie der Gemeinnützige Stiftung Elbtalaue Bioregion. Drei Jahre später wurde eine neue Produktionshalle errichtet. Ein Jahr später gründete das Unternehmen eine Plattform zur Vermarktung von Bio-Produkten, sie richtet sich an Startups und an den Lebensmitteleinzelhandel.
2020 legte das Unternehmen seine nach dem Konzept der Gemeinwohl-Ökonomie aufgestellte Gemeinwohl-Bilanz vor und zählte damit zu den rund 250 Unternehmen im deutschsprachigen Raum, die ihr Vorgehen auf diese Weise einsehbar machen.

## Betriebliche Zahlen und Sachverhalte
Voelkel stellt rund 200 bis 220 Fruchtsäfte, Fruchtsaftvariationen, Gemüsesäfte und Erfrischungsgetränke her. Im Markt sind etwa 1000 Artikel, bedingt durch eigene Marken, Handelsmarken und Etikettierungen für den Export. Rund 15 bis 20 Produkte bringt das Unternehmen jährlich neu heraus.
Im Naturkostfachhandel hat Voelkel mit seinen Getränkeprodukten insgesamt einen Marktanteil von 35 Prozent, bei Gemüsesäften liegt dieser bei circa 70 Prozent. Produkte von Voelkel finden sich in 95 Prozent aller Biogeschäfte. Frankreich, Italien und Dänemark gelten als wichtigste der rund 30 Exportländer. 20 Prozent der Erlöse der Marke Voelkel werden im Ausland erzielt.

## Stiftungen
Seit 2011 befindet sich die Voelkel GmbH zu 90 Prozent im Eigentum der Voelkel Stiftung. Die Stiftungskonstruktion soll Übernahmen durch Dritte ebenso verhindern wie Erbschaftsteuer. Zweck der Stiftung ist die nachhaltige Produktion von Säften, möglichst aus biodynamisch erzeugten Naturprodukten. Die gemeinnützige Stiftung Verantwortung für Mensch und Natur hält 10 Prozent der Anteile an der Voelkel GmbH. Sie fördert mit ihren Erträgen ökologische und soziale Projekte. Die Kuratorien der Stiftungen bilden die Brüder Boris, Jacob, David und Jurek Voelkel. Ihr Vater Stefan ist jeweils Stiftungsvorstand.

## Auszeichnungen
2017 erhielt das Unternehmen den BAUM-Umweltpreis. Ein Jahr später wurde der Möhrensaft des Unternehmens in die Reihe der kulinarischen Botschafter Niedersachsens aufgenommen. 2019 zeichnete Demeter den Feldfrischen Möhrensaft des Unternehmens als Produkt des Jahres aus.

## Engagement
Das Unternehmen und Stefan Voelkel gehörten 2001 zu den Initiatoren des Lüneburger Streuobstwiesen-Vereins. Das Unternehmen unterstützt auch den Widerstand gegen das geplante Atommüll-Endlager im Salzstock Gorleben-Rambow und gegen Castortransporte nach Gorleben. Voelkel beteiligt sich zudem an der Kampagne Ackergifte? Nein danke!. Im regionalen Bereich fördert das Unternehmen ferner Bildung (Förderung der Musikschule Lüchow-Dannenberg), Jugendarbeit und Sport. Auch die Saatgut-Forschung wird unterstützt. In diesem Zusammenhang steht der Einsatz für samenfestes Saatgut sowie für eine nachhaltige und ökologische Landwirtschaft.
Das Engagement des Unternehmens geht über die Region hinaus. So unterstützt Voelkel beispielsweise das Kinderhilfswerk Plan International, unter anderem bei der AIDS-Vorbeugung in Uganda; Geldspenden erhielt auch das Hilfswerk missio für internationale Flüchtlingsarbeit.

## Sonstiges
Im Zuge der Europäischen Flüchtlingskrise ab 2015 engagierten sich Mitglieder der Unternehmerfamilie. Stefan Voelkel machte sich auf Lesbos ein Bild über die Lage und rief Unternehmen zur Mithilfe auf. Boris Voelkel und seine Mutter Grita halfen in einem Flüchtlingscamp in Serbien.
Im Rat der Gemeinde Höhbeck vertritt Grita Voelkel die Grünen.
2016 organisierte das Unternehmen eine medienwirksame Crowdfunding- beziehungsweise Crowdlendingkampagne. 200 Kreditgeber wurden auf diese Weise gewonnen.
Voelkel stellte 2018 das Sponsoring des Musikpreises Echo ein. Die Verleihung des Echo Pop 2018 an Kollegah und Farid Bang in der Kategorie Hip-Hop/Urban National wurde vom Unternehmen als Würdigung beschämender Holocaust-Vergleiche kritisiert.